# Cleora costiplaga
Cleora costiplaga là một loài bướm đêm trong họ Geometridae.